# قرار مجلس الأمن التابع للأمم المتحدة رقم 351
قرار مجلس الأمن التابع للأمم المتحدة رقم 351، الذي اعتمد في 10 يونيو 1974، بعد النظر في طلب جمهورية بنغلاديش الشعبية للانضمام إلى عضوية الأمم المتحدة، أوصى المجلس الجمعية العامة بقبول جمهورية بنغلاديش الشعبية.
واعتمد القرار بدون تصويت.